# Xã Washington, Quận Clinton, Indiana
Xã Washington (tiếng Anh: Washington Township) là một xã thuộc quận Clinton, tiểu bang Indiana, Hoa Kỳ. Năm 2010, dân số của xã này là 1.098 người.